# II secolo a.C.
Il II secolo a.C. (secondo secolo avanti Cristo) è il secolo che inizia nell'anno 200 a.C. e termina nell'anno 101 a.C. incluso.

## Avvenimenti
- In Antico Egitto, Dinastia tolemaica
- I greci della Battriana costruiscono una città ellenistica pianificata, sull'antico sito di Bagram, situata sulla via della seta, 80 km a nord dell'attuale Kabul.
- Massimo fiorire della civiltà ellenistica.
- In Roma: Lex Aebutia (sostituzione del processo per Legis Actiones con quello per Formulas).
  - Terza guerra punica

## Personaggi significativi
- Gaio Lucilio (170 circa o 148 a.C. – , 102 a.C.)
- Faraoni tolemaici dell'Antico Egitto: 
  - Tolomeo V (204 a.C. - 180 a.C.)
  - Tolomeo VI (180 a.C. - 145 a.C.)
  - Tolomeo VII (145 a.C. - 144 a.C.)
  - Tolomeo VIII (145 a.C. - 116 a.C.)
  - Tolomeo IX (116 a.C. - 107 a.C.)
  - Tolomeo X (107 a.C. - 88 a.C.)
- Polibio (206 a.C. circa - 118 a.C.)
- Terenzio (190-185 a.C. - 159 a.C.)

## Invenzioni, scoperte, innovazioni
- 130 a.C., Ipparco scopre la precessione degli equinozi